# Cseppfertőzés

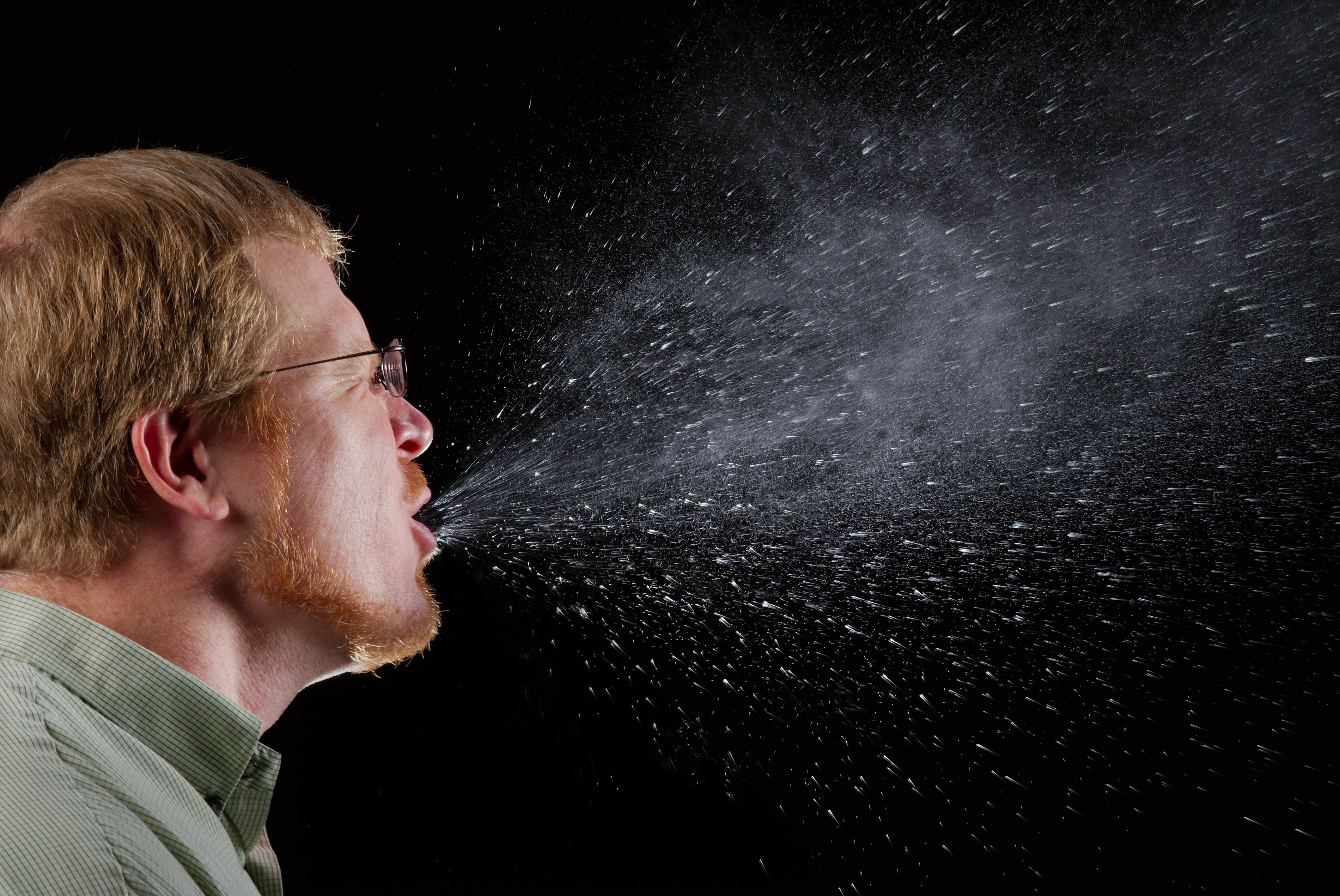
A tüsszentés vagy köhögés során a szubmikroszkópikus kórokozók permetcseppekhez tapadva terjedhetnek tovább

A cseppfertőzés a kórokozók élőlényről élőlényre történő terjedésének egyik módja.

„A fertőző betegségek terjedésének az a módja, amikor a kórokozók (vírusok, baktériumok) beszéd, tüsszentés, köhögés után a levegőben szétporlasztott nyálcseppekhez tapadva a légáramlattal jutnak tovább. Egy erős légáramlat a fertőző nyálcseppeket többméternyi távolságra is elsodorhatja. A kórokozók órákig lebeghetnek a levegőben, és a fertőző személy jelenléte nélkül is megbetegedést okozhatnak.”

– Cseppfertőzés, Házipatika.com, szakkifejezések 

## Jelentősége

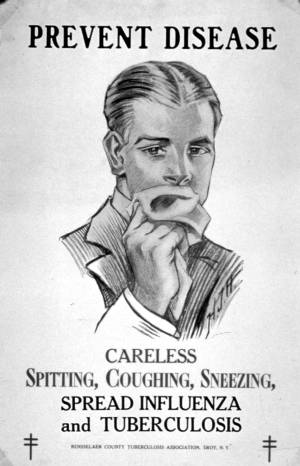
Amerikai figyelmeztető plakát: a köpködés, köhögés, tüsszögés terjeszti az influenzát és a tüdővészt (1925)

Az influenza, a tuberkulózis (TBC), a kanyaró és sok más fertőző betegség kórokozói tüsszentéssel gyorsan tovább terjednek, különösen a nagyobb látogatottságú helyeken okozhat a belégzéssel létrejövő fertőzést.
Az influenza régóta ismert és időnként visszatérő járványokat okoz, mint például az 1918-as „spanyolnátha”, az 1957-es „ázsiai”, vagy az 1968-69-es és az 1969-70-es „hongkongi” néven ismertté vált influenza járványok.
A járványok (tömeges megbetegedések) idején a fertőzőképességétől megfosztott vírusból készült védőoltás oltóanyagát az izomba oltják. Ezzel a megbetegedések felét lehet megelőzni, de a védőoltás ellenére előforduló esetek is enyhébben folynak le, mint az oltatlanok megbetegedései. Egyénileg védekezhetünk tüsszentés, köhögés kapcsán zsebkendő, vagy a légzőszervek előtt alkalmazott arcmaszk használatával. Ez megakadályozza részben a belégzéssel létrejövő fertőzést, részben a fertőzés továbbadását az egészségeseknek. Habár az egyszerű, akár házilag készített maszkok elméletileg átengedik a szubmikroszkópikus méretű vírusrészecskéket, azonban a vírusok ritkán szállnak egyenként a levegőben. Legtöbbször a különféle aeroszol részecskékhez tapadva, vagy a tüsszentéssel és köhögéssel mikroszkópikus permetcseppekhez tapadva szállnak a levegőben.
Tüsszentés során akár 8 méter távolságra is elrepülhetnek a tüsszentés során kirepülő legapróbb mikroszkópikus méretű cseppek. A nagyobb méretű cseppek 1-2 méteren belül földet érnek. Köhögésnél 6 méteres távolságig is eljutnak a kirepülő cseppek. Az apró lebegő cseppecskék egy szobában akár 10 percig is a levegőben terjenghetnek megfelelő körülmények esetén.

## Cseppfertőzés útján is terjedő betegségek
- bárányhimlő (Varicella simplex)
- diftéria (torokgyík)
- influenza (grippe)
- kanyaró (morbilli)
- mumpsz (fültőmirigy-gyulladás)
- rubeola (rózsahimlő)
- skarlát (vörheny) (Streptococcus pyogenes)
- szamárköhögés (pertussis) (Bordetella pertussis)
- pestis (Yersinia pestis)
- tuberkulózis (TBC vagy gümőkór, latinul tuberculosis)
- SARS (Súlyos Akut Légzőszervi Szindróma)
- MERS (közel-keleti légúti koronavírus betegség)
- Covid19 (koronavírus-betegség 2019)